# Honda CBR125R
CBR 125 R är en motorcykel från Honda och en nyare variant av den föregående modellen NSR125. Den har en fyrtaktsmotor istället för en tvåtaktare, vilket gör att den har lägre effekt (ostrypt) men också lägre bränsleförbrukning.
CBR 125:an har lägre toppfart och sämre acceleration än den gamla tvåtaktaren "NSR" som har bättre kraft genom hela registret.
CBR125R är också mycket mindre än NSR125.
CBR125R har en motoreffekt på 13,6 hk och en topphastighet på 120-130 km/h.